# Playbackteater
Playbackteater även kallad berättelseteater är en interaktiv teaterform som låter erfarenhetsutbyte genom berättelser från publiken skapa föreställningen. Formen utvecklades på sjuttiotalet i USA av Jonathan Fox och hans Original Playback Theatre. Nu återfinns teaterformen på många kontinenter och i många länder. I Sverige introducerades den först av Christina Hagelthorn som drev "Ögonblickets Teater" och "Stundens teater" i Göteborg under 1980-talet. I Mellansverige fanns en ensemble först under namnet Bonäsgruppen, senare ändrat till Teater Nu initierad av Johan Dahlerus och Synne Platander och ett antal personer med erfarenhet av drama och teater och med erfarenhet av att kunna improvisera när respektive berättelse spelas upp som en scen. Ensemblen drevs under åren 1995-1999. I Stockholm finns Teater X som startades 1999 av Synne Platander.  De uppträder för öppen publik på olika scener i Stockholm, och medverkar vid kurser, konferenser och andra utvecklingssammanhang för företag och organisationer. Här finns också teater Eka under Cecilia Stenhammars ledning. Ytterligare en ensemble drevs under en tid i Mellansverige vid sidan av Teater X och teater Eka. Slutligen bildade Johan Dahlerus enmansteatern Teater Li på 2000-talet med huvudsaklig verksamhet i form av kurser och verkstäder (workshops) 
Det finns i dag över 500 playbackteater-grupper i över 50 länder. School of Playback Theatre etablerades 1993 av Jonathan Fox i upstate New York. Dit har både amatörer och professionella sökt sig från stora delar av världen för att få utbildning och utveckla sig som aktörer eller ledare av playbackteater-grupper. Det finns i dag fler regionala playbackskolor och därmed en större möjlighet för människor att utbilda sig i playbackteater på sitt eget språk. I Sverige finns sedan 2009 Skandinavisk Playbackteater Studio, "in affiliation with Centre for Playbacktheatre in New York". 2016 grundades Spektro Playback Teater i Stockholm. 